# سوکسیبوزون
سوکسیبوزون یک داروی مسکن برای درد مفاصل و عضلات است. این ماده پیش‌داروی فنیل‌بوتازون است که یک داروی ضد التهاب غیر استروئیدی (NSAID) می باشد، و معمولاً در اسب استفاده می شود.